# 布斯塔赫湖
布斯塔赫湖是俄羅斯的大型淡水湖，位於薩哈共和國內，湖泊面積249平方公里，毗鄰拉普捷夫海，湖內魚產豐富，該湖在每年9月底至6月結冰。